# Tris(dibenzylideenaceton)dipalladium(0)
Tris(dibenzylideenaceton)dipalladium(0) of Pd2(dba)3 is een organometaalverbinding gebaseerd op palladium en dibenzylideenaceton. De stof wordt veel gebruikt als katalysator in de organische chemie. Een andere palladiumkatalysator met valentie 0 is tetrakis(trifenylfosfine)palladium(0).

## Synthese
Tris(dibenzylideenaceton)dipalladium(0) wordt bereid door aan een hete oplossing van natriumacetaat een eveneens hete methanolische oplossing van dibenzylideenaceton en natriumhexachloropalladaat toe te voegen.

## Toepassingen
Voorbeelden van reacties waarbij deze katalysator gebruikt wordt zijn de Negishi-koppeling, de Stille-reactie, de Carroll-omlegging en de Trost asymmetrische allylische alkylering.
De dissociatieconstante voor dit complex is relatief groot. Dibenzylideenaceton wordt makkelijk door een andere complexvormer, bijvoorbeeld trifenylfosfine, verdrongen. Tris(dibenzylideenaceton)dipalladium(0) is daarmee een vaak gebruikte uitgangsstof in de bestudering van de chemie van palladium in de valentietoestand 0.